# Val Curciusa

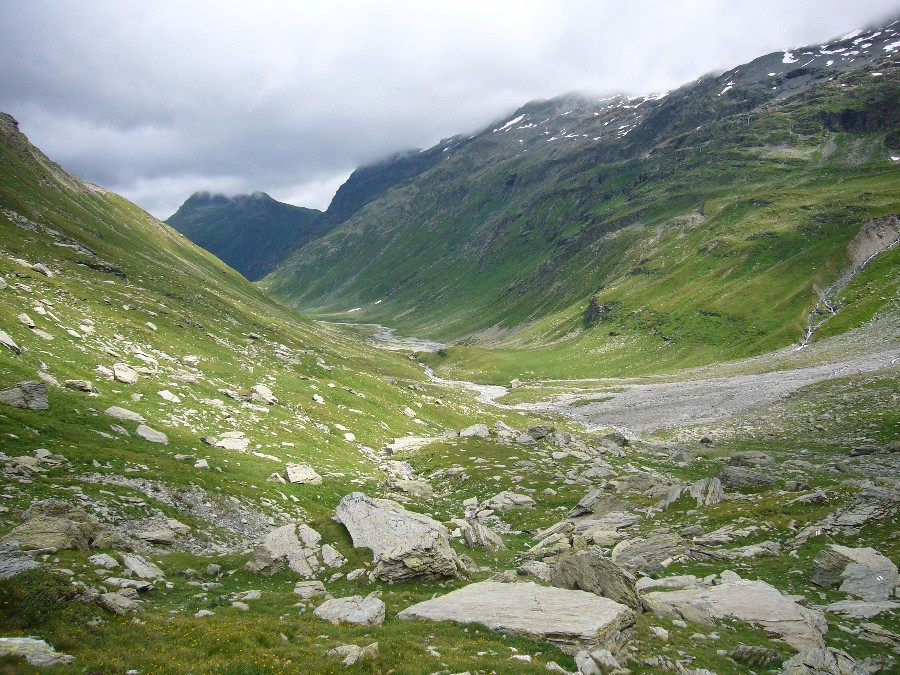
Curciusa Alta von Süden (talauswärts)

Das Val Curciusa ist ein alpines Hochtal im schweizerischen Kanton Graubünden. Östlich vom San-Bernardino-Pass gelegen, erstreckt es sich zwischen Rheinwald und Misox. Im nördlichen deutschsprachigen Teil wird es Reuental genannt.

## Lage
Der Talausgang des Val Curciusa liegt südlich von Nufenen (1525 m ü. M.). Es zieht sich fast zehn Kilometer in südliche Richtung als Keil zwischen dem obersten Teil des Misox und der Grenze zu Italien. Das Val Curciusa endet auf der Bocchetta de Curciusa (2417 m ü. M.), einem Passübergang, der von San Bernardino aus in südöstlicher Richtung sichtbar ist.
Das Tal wird vom Areuabach durchflossen, der bei Nufenen in den Hinterrhein fliesst. Obschon das Tal nach Norden entwässert, gehören etwa 85 Prozent der Fläche zur südlich der Wasserscheide gelegenen Gemeinde Mesocco. Nur das nördlichste Gebiet von der Mündung des Areuabaches in den Hinterrhein rund zwei Kilometer gegen Süden gehört zur Gemeinde Nufenen.
Über die Bocchetta de Curciusa verläuft die Europäische Wasserscheide.
Östlich des Tales liegt als höchste Erhebung der Pizzo Tambo (3279 m ü. M.), nördlich von diesem und des Areuapasses das Guggernüll (2886 m ü. M.). Westseitig liegt südlich des Abzweigers des Val Vignun der Piz de la Lumbreida (2982 m ü. M.), nördlich davon das Einshorn (2944 m ü. M.). Den südlichen Talabschluss bilden Pizzo Ferrè (3103 m ü. M.), Piz di Pian (3158 m ü. M.) und Piz Bianch (3037 m ü. M.), die auf der Grenze zu Italien liegen und über kleine Gletscher verfügen. Südlich der Bocchetta de Curciusa liegt der Pizzo Curciusa (2871 m ü. M.), nördlich der Piz Motton (2854 m ü. M.).

## Zugänge
Obwohl das Tal im deutschsprachigen Nufenen in den Hinterrhein mündet, gehört es zum grössten Teil zum italienischen Sprachraum, was sich auch in den Flurnamen widerspiegelt. Ein markierter Bergweg führt vom Dorf San Bernardino steil zur Bocchetta de Curciusa (2419 m) hinauf, von wo zur Alp Curciusa Alta auf nicht durchgehend sichtbarem Weg abgestiegen werden kann.

Auf deutlich besserem Alpweg gelangt man dann zur Alp de Rog und weiter nördlich bis nach Nufenen im Rheinwald. Zugänge sind von Westen her aus dem Val Vignun über den Strec de Vignun (2373 m ü. M.) beziehungsweise von San Bernardino oder den gleichnamigen Pass sowie von Osten her über den Areuapass (2508 m ü. M.) möglich. 

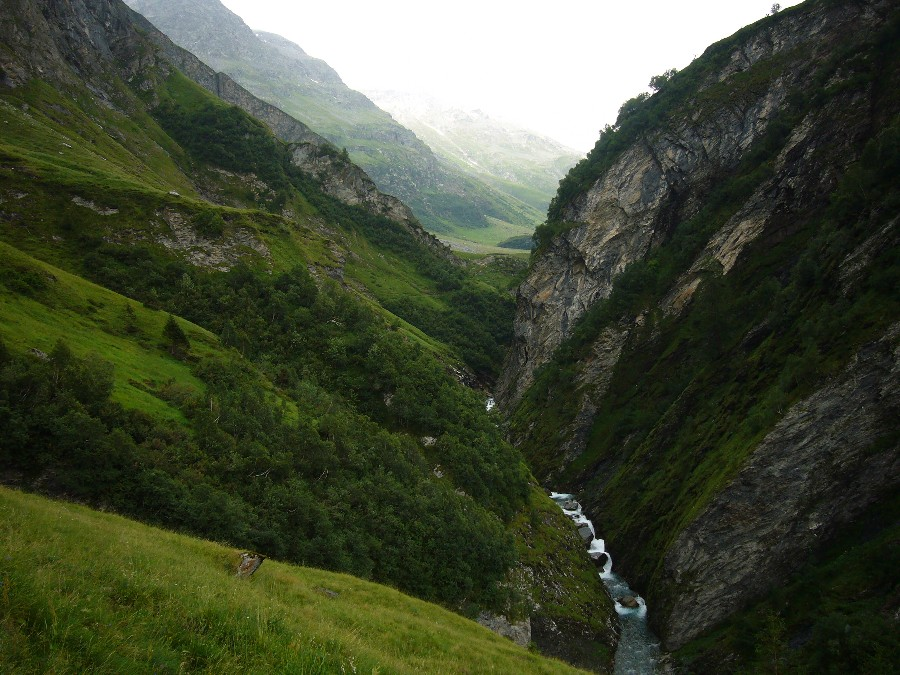
Nördlicher Talabschluss des Val Curciusa gegen Süden gesehen, nur bis hier reicht das Gemeindegebiet von Hinterrhein. Blick taleinwärts.

## Nutzungen
Die Curciusa Alta erlangte nationale Berühmtheit durch ein Pumpspeichersee-Projekt, welches 1999 kurz vor einem Bundesgerichtsentscheid zur Schutzwürdigkeit «aus ökonomischen Gründen» zurückgezogen wurde.
Das Val Curciusa ist eines der wenigen verbliebenen grösseren Täler der Schweiz, in welchem weder Wasser gefasst wird noch ein Fahrweg existiert. Es ist nur zu Fuss zugänglich. Auf der zweitobersten Talkammer, der Curciusa Bassa, sind neben Rindern zum Erstaunen manchen Wanderers auch Pferde anzutreffen, die dort gesömmert werden. Zwischen Curciusa Bassa und der Curciusa Alta zweigt westlich das Val Rossa ab. Dieses kann auch von knapp unterhalb des Strec de Vignun her über einen Alpinwanderweg direkt erreicht werden.
Das Tal ist heute ein Naturschutzgebiet.

## Bilder

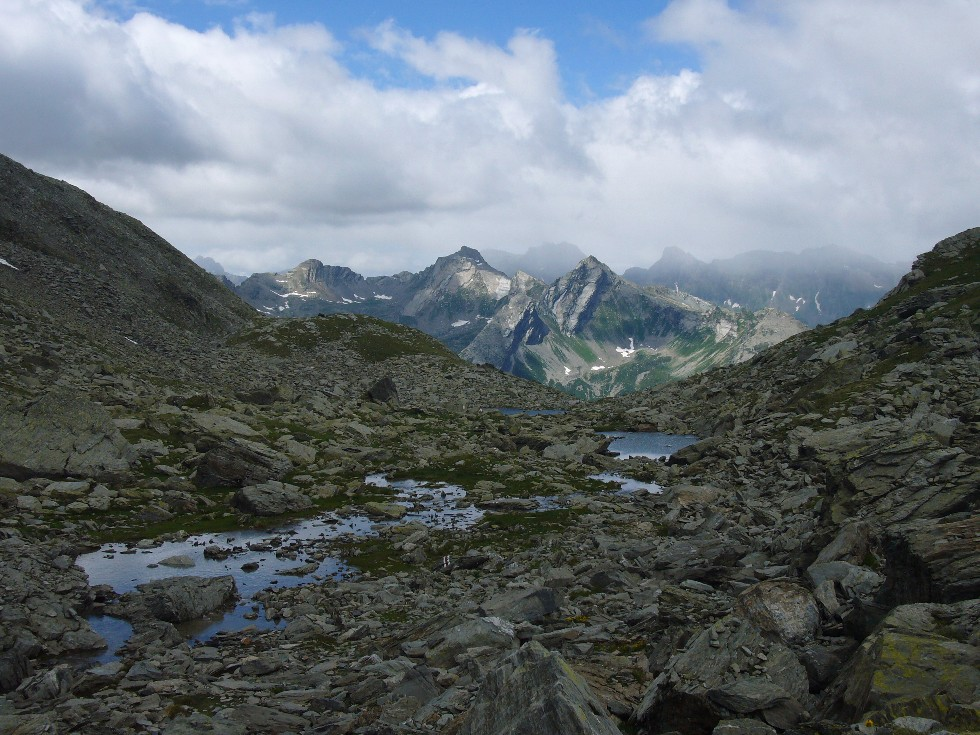
Bocchetta de Curciusa gegen Westen, Berge westlich San Bernardino mit Piz Pian Grand.
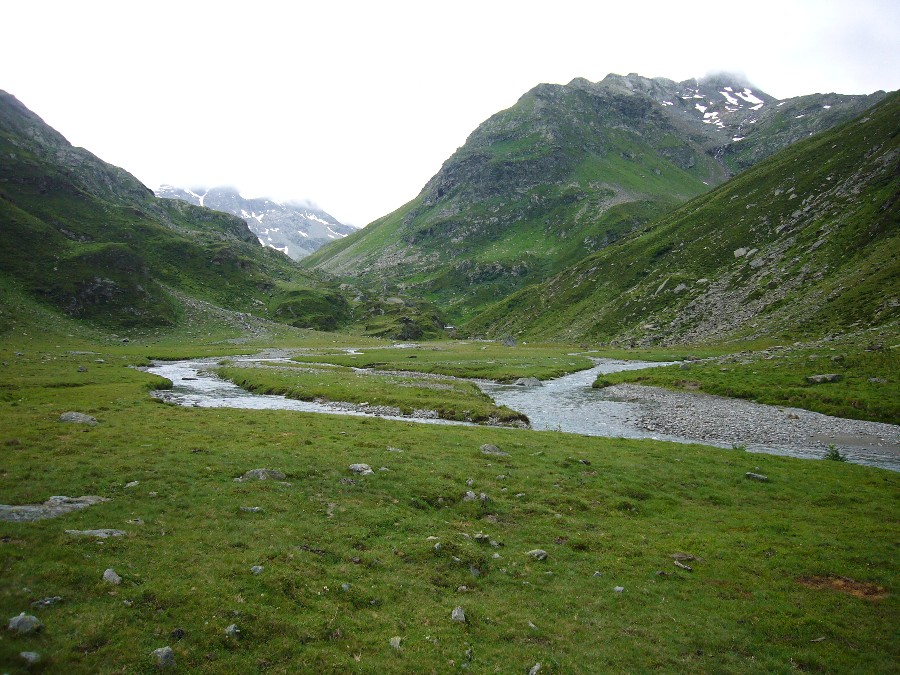
Curciusa Bassa gegen Süden, im Hintergrund links gegen die Curciusa Alta, rechts Val Rossa
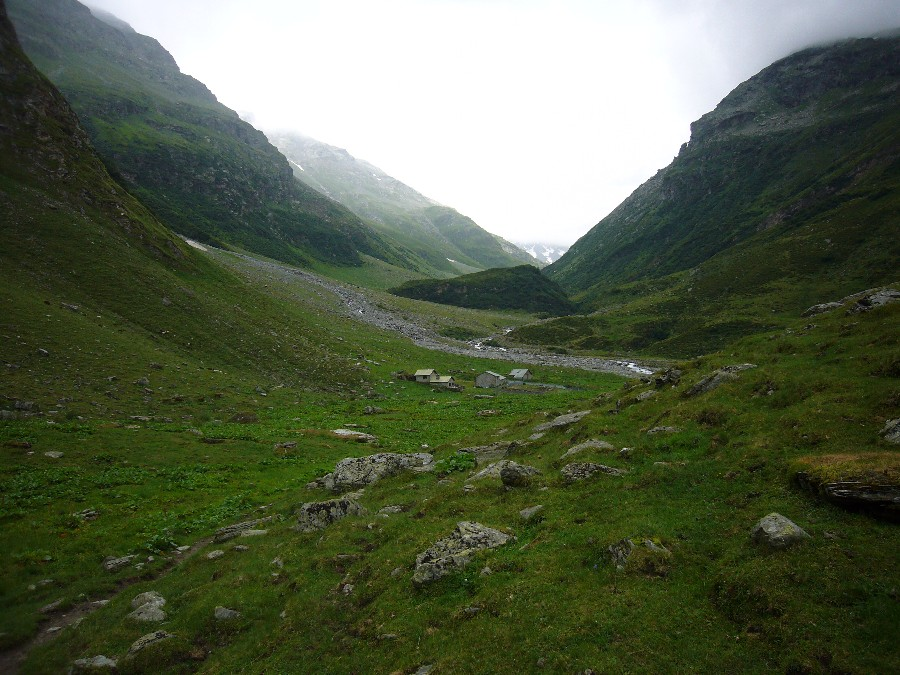
Alp de Rog gegen Süden
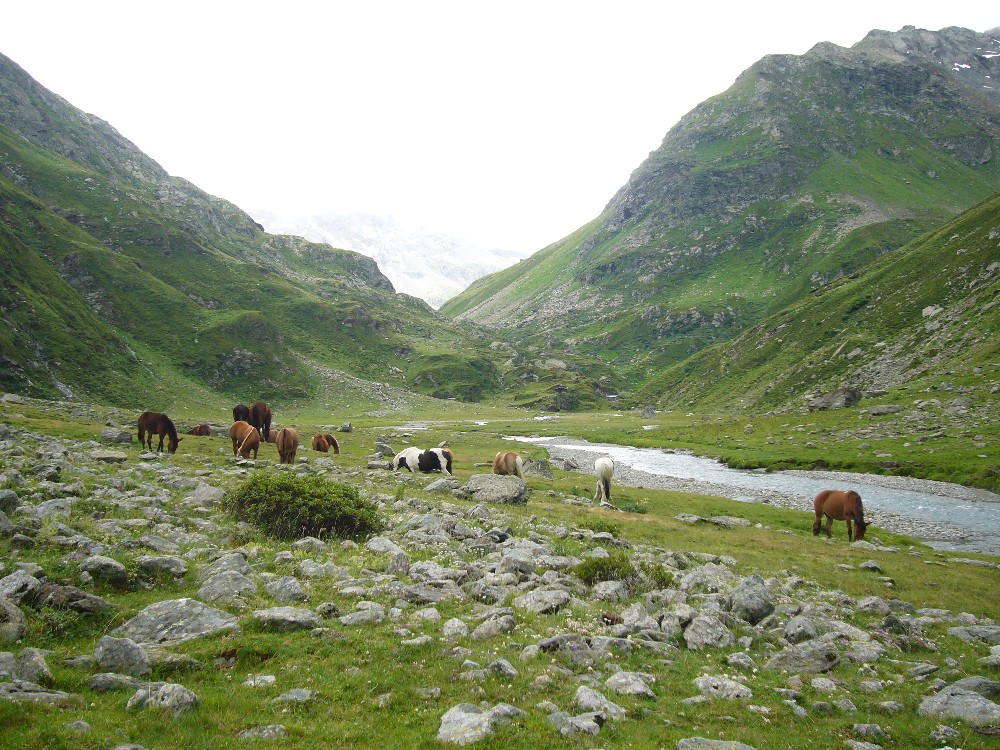
Curciusa Bassa